# Marcus Danielson
Marcus Andreas Danielson (Eskilstuna, 1989. április 8. –) svéd válogatott labdarúgó. Unokatestvére David Fällman az Aalesunds játékosa.

## Pályafutása

### Klubcsapatokban
A Skogstorps korosztályos csapataiban nevelkedett, majd a felnőttek között az Eskilstuna  csapatába bizonyíthatott először, majd 2007-ben szerződtette a Helsingborgs. 2009. július 27-én távozott a Västerås csapatába, miután nem tudott az első csapat tagjává válni. 2010-ben megnyerték a harmadosztályt, majd a következő idénybe kiestek. 2012. február 8-án a GIF Sundsvall szerződtette, amely az élvonalban szerepelt. Március 31-én mutatkozott be a bajnokságban a Kalmar FF ellen. 2018. február 12-én a Djurgårdens csapatába szerződött. Április 1-jén góllal mutatkozott be az Östersunds elleni bajnoki találkozón. 2018. május 10-én megnyerte csapatával a kupát a Malmö FF ellen. 2020. február 28-án klubja legdrágább eladott játékosa lett, amikor 50 millió svéd koronáért szerződtette a kínai Talien. Július 26-án góllal debütált a Santung Lüneng ellen.

### A válogatottban
2019. október 7-én hívták először be a felnőtt válogatottba a sérült Pontus Jansson helyére a Málta és Spanyolország elleni 2020-as labdarúgó-Európa-bajnokság selejtező mérkőzésekre. Október 12-én Málta ellen be is mutatkozott góllal a 4–0-ra megnyert találkozón. 2020. november 14-én második válogatott gólját is megszerezte Horvátország elleni Nemzetek Ligája találkozón. 2021. május 18-án bekerült a 2020-as labdarúgó-Európa-bajnokságra utazó keretbe. 2022-ben nem jutottak ki a labdarúgó-világbajnokságra és ezt követően bejelentette visszavonulását a válogatottban.

## Statisztika

### A válogatottban
2022. március 29-én frissítve.
| Nemzet     | Év       | Mérkőzés | Gól |
| ---------- | -------- | -------- | --- |
| Svédország | 2019     | 2        | 1   |
| Svédország | 2020     | 5        | 1   |
| Svédország | 2021     | 10       | 1   |
| Svédország | 2022     | 2        | 0   |
| Összesen   | Összesen | 19       | 3   |

### Válogatott góljai
| #  | Időpont            | Helyszín                         | Ellenfél     | Gólok | Eredmény | Kiírás                                       |
| -- | ------------------ | -------------------------------- | ------------ | ----- | -------- | -------------------------------------------- |
| 1. | 2019. október 12.  | Nemzeti Stadion, Ta’ Qali, Málta | Málta        | 1–0   | 4–0      | 2020-as labdarúgó-Európa-bajnokság selejtező |
| 2. | 2020. november 14. | Friends Aréna, Solna, Svédország | Horvátország | 2–0   | 2–1      | 2020–2021-es UEFA Nemzetek Ligája            |
| 3. | 2021. június 5.    | Friends Aréna, Solna, Svédország | Örményország | 2–0   | 3–1      | Barátságos mérkőzés                          |

## Sikerei, díjai

### Klub
- Västerås
  - Ettan Fotboll: 2010

- Djurgårdens
  - Allsvenskan: 2019
  - Svéd kupa: 2017–18

### Egyéni
- Az Allsvenskan legértékesebb játékosa: 2019[18]
- Az Allsvenskan legjobb védője: 2019
- Allsvenskan – Hónap Játékosa: 2019. július